# 트리니다드 토바고
트리니다드 토바고 공화국(영어: Republic of Trinidad and Tobago)은 카리브해 남쪽에 있는 섬나라이다. 베네수엘라에서 북동쪽으로 약 11 km, 그레나다에서 남쪽으로 약 130 km 정도 떨어진 곳에 위치한다.

## 역사
1498년 콜럼버스의 제 3차 항해로 유럽에 알려진 트리니다드섬과 토바고섬은 1532년 스페인 제국의 식민지가 된 이후 대영 제국, 네덜란드 연합왕국, 프랑스 왕국, 쿠를란트-젬갈레 공국 등의 식민지가 되었다. 이곳에는 본래 아라와크족과 카리브족이 거주했는데, 1700년경 스페인의 통치에 항거하다가 멸족당했다.
1802년 아미앵 조약에 의해 트리니다드섬이 스페인으로부터 영국에 할양되었고, 1814년 파리 조약에 의해 토바고섬이 프랑스로부터 영국에 할양되어 두 섬 모두 영국령이 된다. 1833년에는 트리니다드섬과 토바고섬에서 노예제가 폐지되었다. 영국은 1888년부터 두 섬을 통합하여 관리하였다.
1950년 독립을 위한 새 헌법을 공포하고 인민민족운동(PNM)을 중심으로 독립 운동이 전개되었다. 1956년 자치 정부를 수립하고 1959년 서인도 연방에 편입되었지만, 1962년 연방에서 탈퇴해 영국 연방의 자치국으로 독립하였다. 독립 당시에는 영국 여왕이 국가 원수인 군주제 국가였으나, 1976년에 대통령 중심제의 공화국이 되었다.

## 지리
트리니다드 토바고는 남아메리카에서 아주 가깝지만, 문화지리적 특징에 따라 북아메리카에 속하는 나라로 분류된다. 트리니다드섬과 토바고섬은 이 나라의 가장 주된 두 개의 섬이며, 그 밖에 21개의 작은 섬으로 이루어져 있다. 가장 높은 지역은 트리니다드섬에 있으며, 해발 940미터이다. 열대성 기후이며, 건기와 우기로 나뉘어 있다.
남동쪽으로는 안틸레스 제도와 서인도 제도에 마주하고 있다. 가장 가까운 곳은 베네수엘라의 해안으로 11km밖에 떨어져 있지 않다. 전체 면적은 5,128 km2로, 동남아시아에 위치한 보르네오섬 최북단 정중앙에 위치한 브루나이의 넓이와 같은 크기이다.
섬의 지세는 산과 평원의 혼합체라고 볼 수 있다. 가장 높은 곳은 북쪽 지역에 있는 엘 세로 델 아리포(El Cerro del Aripo)로서 940m이다. 절대 다수의 인구가 트리니다드에 사는데 대부분의 마을과 도시가 이곳에 분포한다. 포트오브스페인, 샌퍼넌도, 차과나스가 주요 도시이다.
트리니다드섬은 다양한 토양 형질로 되어 있는데 대개 고운 모래거나 점토이다. 북쪽 지역의 계곡 일대 토양이 비옥하다. 북쪽 지대는 쥐라기 대의 토양과 백악기 시대의 토질로 구성되어 있다. 북쪽 저지대는 이에 비해 상대적으로 젊고 부드러운 토양으로 되어 있다. 남쪽으로 가면 중앙 지대가 있는데 백악기 시대와 시신세 대의 암석으로 되어 있다.

## 정치
이 나라는 대통령제이며, 대통령이 통치한다. 1976년 이전에는 영연방 군주제였으며, 이후에 공화국으로 변경되었다.
트리니다드 토바고의 행정 구역은 크게 두 가지로 나뉜다. 트리니다드섬은 9개 지역(Region), 3개 구(Borough), 2개 시(City)로 구성되어 있다. 토바고섬은 자치권을 갖고 있으며 토바고섬 의회(Tobago House of Assembly)를 두고 있다.
이 나라는 모병제를 실시하며, 육군, 해군, 공군등으로 구성되어 있다.

## 인문 환경
이 나라는 미국, 영국처럼 영어를 사용하는 국가이지만, 백인보다는 흑인, 인도계,등이 많이 거주 하는데, 흑인이 35%, 인도계가 35% 거주하며 다수를 차지한다. 이외에 혼혈(20%), 백인(1%), 등이 있으며, 백인은 소수이며, 식민 통치 이후에 남은 영국계가 주류를 이룬다.
문화도 여러가지다. 공용어는 영어로, 그 밖에 힌디어, 프랑스어, 스페인어, 중국어가 사용되고 있다. 스페인어는 베네수엘라에서 이주하는 사람들의 영향으로 널리 쓰이고 있으며, 사용자 수도 증가하고 있다.
카니발은 프랑스계 백인 지배층이 향유했던 문화였으나, 노예 해방 이후 흑인 하층 계급의 저항 문화로 자리 잡았다. 영국 식민지배의 영향으로 크리켓 또한 전래되었다.
영국으로부터 서인도 제도의 독립이 추진되던 당시, 서인도 연방으로 결성은 지역적, 인종적, 계급적으로 분열되어 있었다. 따라서 이들에게는 분열을 극복하고 연방 결성을 이끌어 내기 위한 동력이 필요했다. 아프리카나 아시아의 식민지 지역과는 달리 서인도 제도는 원주민이 전멸하면서 이들의 전통과 문화가 단절되었고, 아프리카계의 흑인 노예들은 강제로 이주되면서 자신들의 고유한 문화와 정체성을 상실했다.
이들은 백인들의 문화였으므로 하나의 국민 문화로서 존재하기 이전에 서로 다른 정치적 함의란 이질성을 가질 수 밖에 없었다. 카니발의 경우 영국의 식민지배 이전에 정착한 프랑스계 백인들이 자신들의 정체성을 유지하기 위해 개최한 카니발에서 유래했고, 크리켓은 트리니다드에 설립된 영국 퍼블릭 스쿨을 통해 엘리트 집단을 형성하는 과정에서 도입된 스포츠로 분명히 식민주의의 영향으로 등장한 것이었기 때문이다. 그러나 노예제 폐지 이후 트리니다드 카니발은 흑인 하층 계급이 전유하며 이들의 거리 문화로 변화했고, 크리켓을 통해 흑인 중간 계급은 신체적 기량을 발휘하면서 백인 지배층과 동등한 위신을 갖고자 노력했다. 이렇게 카니발은 크리켓과 함께 서인도 제도의 국민 정체성 형성에 큰 영향을 미쳤다.
칼립소는 칼린다에서 기원한 음악 장르의 하나이다. 백인들의 카니발은 미뉴에트 음악과 바이올린이 사용되었지만, 흑인 계급이 향유하게 되면서 서아프리카의 노동요에서 유래한 칼린다(Calinda)와 젬베로 대체되었다. 칼린다는 카리브해 지역에서 흑인들에 의해 사용되던 음악과 춤을 이르는 말로써, 후에 칼립소로 변화한 것이다. 초기 칼립소 가수들은 일상이나 역사적 사실들을 트리니다드 프랑스어 크리올이나 스페인어를 사용해서 노래했으나, 19세기 이후에는 트리니다드 영어 크리올을 사용해 즉흥적으로 노래했다. 칼립소 가수들은 직업을 가지지 않은 채, 성적 매력과 자유를 남자다움의 상징으로 여겼다.
종교는 25% 개신교, 20% 가톨릭이다. 그 외에 인도계의 영향으로 힌두교 20%, 이슬람 5%이다.
문맹률이 낮은 편에 속하고, 의무교육은 10년이다.
트리니다드 토바고인들은 빈곤률이 17%이며, 약 베네수엘라와 비슷하다. 석유와 천연가스의 생산, 아스팔트의 채굴로 발전하는 편이다. 농산물로는 감귤, 코코아, 사탕수수 등을 생산한다. 수출품은 석유와 석유 제품이 다수를 차지한다. 무역 상대국은 영국, 미국, 스페인, 자메이카 등이다.

## 참고 자료
- 하영준 (2020년 5월). ““호모 루덴스”의 탈식민주의 : 서인도 식민지의 크리켓과 카니발 문화”. 《Homo Migrans》 (이주사학회) 22: 8-44.